# Amero
L'amero è una ipotetica moneta proposta come valuta ufficiale per una teorica unione economica e monetaria tra Canada, Stati Uniti e Messico. L'amero dovrebbe sostituire le monete attualmente in circolazione (dollaro canadese, dollaro statunitense e peso messicano). Secondo alcuni dovrebbe nascere dal modello della moneta unica dell'Unione europea, l'euro, e viene incontro ai presupposti del NAFTA (North American Free Trade Agreement) e del SPP (Security and Prosperity Partnership of North America).

## Origini
L'idea di un'unione monetaria del Nord America fu proposta per la prima volta dall'economista canadese Herbert G. Grubel. Nel settembre del 1999, l'anno in cui l'euro divenne una moneta virtuale, il canadese C.D. Howe Institute propose un'unione monetaria tra Canada e Stati Uniti. In Canada il centrosinistra espresse la propria opposizione ad ogni unione monetaria, vedendola come un tentativo dell'economia statunitense di penetrazione economica.
Quando si effettua un cambiamento della moneta ufficiale il tasso di cambio fra la vecchia e la nuova moneta è determinato dalla situazione economica durante la quale avviene la conversione. Il passaggio dal dollaro all'amero risentirebbe dell'attuale crisi della produzione e del commercio, della svalutazione del dollaro rispetto alle altre monete, del debito pubblico di famiglie, imprese e Governo Federale. Durante il cambio di moneta, può essere praticato un tasso di cambio differente a seconda dei soggetti coinvolti, per alcuni più vantaggioso e vicino alla parità con la vecchia moneta, per altri con una forte svalutazione, in modo da distribuire selettivamente il peso del debito pubblico.
In extremis, l'emittente potrebbe disconoscere il pagamento dei debiti denominati nella vecchia valuta, dichiarandola fuori legge e priva di corso forzoso, e negando la conversione nella nuova moneta.